# Libero consorzio comunale
Il libero consorzio comunale è una delle suddivisioni amministrative di secondo livello che hanno sostituito le province nella Regione Siciliana, ereditandone le funzioni. Si tratta di un ente territoriale di area vasta dotato di autonomia statutaria, regolamentare, amministrativa, impositiva e finanziaria.

## Storia
Lo statuto speciale siciliano del 15 maggio 1946, che dava competenza esclusiva alla Regione in materia di enti locali, soppresse le vecchie province. Previsto nel decreto legge del Presidente della Regione nº 6 del 29 ottobre 1955, l'ente fu ricostituito con la legge regionale nº 16 del 1963.

### Le province regionali
La legge regionale nº 9 del 6 marzo 1986 istituì il libero consorzio dei comuni denominato "provincia regionale", quale organo di riferimento delle comunità locali, votato al coordinamento dello sviluppo economico e sociale del territorio. L'art. 4 recitava: "Le province regionali, costituite dalla aggregazione dei comuni siciliani in liberi consorzi, sono dotate della più ampia autonomia amministrativa e finanziaria". La provincia regionale svolgeva, inoltre, le attribuzioni delle soppresse amministrazioni provinciali.

### I liberi consorzi comunali
La loro istituzione fu votata dall'Assemblea regionale siciliana con la legge regionale nº 8 24 marzo 2014, recante il titolo “Istituzione dei liberi Consorzi comunali e delle Città metropolitane” e disciplinata poi con la successiva legge regionale nº 15 del 4 agosto 2015, "Disposizioni in materia di liberi Consorzi comunali e Città metropolitane"
I liberi consorzi comunali sono 6, più tre denominati città metropolitane. Il loro territorio corrisponde inizialmente a quello della ex provincia, ma la legge prevede la possibilità per un comune confinante con un altro libero consorzio di attivare le procedure di adesione.
Il 2 ottobre 2015 la Regione indisse le elezioni di secondo grado degli organi di governo per il 29 novembre successivo. Tuttavia il 5 ottobre 2015 il Consiglio dei ministri deliberò l'impugnativa della legge regionale nº 15/2015 dinanzi alla Corte costituzionale, ritenendo alcune disposizioni in contrasto con la legge 56/2014 (legge Delrio), riservandosi di ritirarla nel caso l'Assemblea regionale siciliana avesse modificato la legge nel senso dei rilievi contenuti nell'impugnazione. Un'ulteriore norma del parlamento regionale, approvata il 30 marzo 2016, pose rimedio ad alcune disposizioni contenute nell'impugnativa del governo, come il voto ponderato per l'elezione dei vertici. Le elezioni sono state posticipate più volte dall'Assemblea regionale siciliana, che ha anche prorogato la gestione commissariale fino al dicembre 2017. Le prime elezioni per il consiglio e il presidente avrebbero dovuto tenersi entro quella data; un'ulteriore proroga, ha lasciato in carica i commissari dei sei liberi consorzi e i due che reggono i consigli metropolitani di Palermo e Messina, fino al 30 settembre 2018. Il decreto di proroga è stato redatto ai sensi della legge nº 7 del 18 aprile 2018 (che aveva prorogato le gestioni commissariali fino al 31 dicembre 2018).
Un Decreto del Presidente della Regione Siciliana ha indetto le elezioni in Sicilia per il giorno di domenica 27 aprile 2025 dei "Presidenti e dei Consigli dei liberi Consorzi comunali di Agrigento, Caltanissetta, Enna, Ragusa, Siracusa e Trapani nonché dei Consigli Metropolitani di Palermo, Catania e Messina".

## Organi
Dal febbraio 2013 questi enti sono guidati da commissari straordinari nominati dalla giunta Crocetta, prorogati più volte.
Gli organi di governo verranno eletti con sistema indiretto di secondo grado e sono i seguenti:
- il presidente (eletto da sindaci e consiglieri con voto ponderato);
- Il Consiglio (con funzioni di controllo);
- l'Assemblea (avente funzioni consultive, composto da tutti i sindaci e consiglieri dei comuni).

## Elenco
| Libero consorzio comunale | Presidente                                         | Nº comuni | Popolazione (dal 2024) | Superficie (km²) | Densità (ab/km²) | Gonfalone | Mappa | Sito web istituzionale |
| ------------------------- | -------------------------------------------------- | --------- | ---------------------- | ---------------- | ---------------- | --------- | ----- | ---------------------- |
| Agrigento                 | Giuseppe Pendolino (IV)                            | 43        | 408.437                | 3.042            | 149              |           |       | Agrigento              |
| Caltanissetta             | Walter Tesauro (FI)                                | 22        | 248.699                | 2.124            | 127              |           |       | Caltanissetta          |
| Enna                      | Piero Antonio Santi Capizzi (PD)                   | 20        | 152.241                | 2.562            | 67               |           |       | Enna                   |
| Ragusa                    | Maria Rita Annunziata Schembari (FdI)              | 12        | 320.891                | 1.614            | 198              |           |       | Ragusa                 |
| Siracusa                  | Michelangelo Giansiracusa (Azione)                 | 21        | 383.321                | 2.109            | 191              |           |       | Siracusa               |
| Trapani                   | Salvatore Quinci (Indipendente di centro-sinistra) | 25        | 411.881                | 2.459            | 177              |           |       | Trapani                |